# Fleurydora felicis
Espèce
Classification APG III (2009)
Statut de conservation UICN

 EN  : En danger
Fleurydora felicis, le Fanye Garrinyi, est une espèce de plantes à fleurs de la famille des Ochnaceae, endémique de Guinée.

## Répartition
Fleurydora felicis est endémique à la république de Guinée.

## Description
Fleurydora felicis est un arbuste ou un petit arbre, pouvant atteindre 15 m de hauteur. Il pousse dans les zones rocheuses des écorégions de la forêt-savane guinéenne et des forêts montagnardes guinéennes. Il a de grandes fleurs jaunes. Ses fruits sont de petites graines ailées et aplaties, qui sont dispersées par le vent, contrairement aux autres espèces d'Ochnacées qui ont des fruits charnus.
Sa conservation est menacée par l’exploitation forestière, l’exploitation minière et les incendies. Cette plante est récoltée à la fois à des fins médicinales et comme bois de chauffage.

## Systématique
Le nom correct complet (avec auteur) de ce taxon est Fleurydora felicis A.Chev..
Ce taxon porte en français le nom vernaculaire ou normalisé suivant : Fanye Garrinyi,.